# Mellanstatliga oceanografiska kommissionen
Unescos mellanstatliga oceanografiska kommission (IOC/UNESCO) inrättades 1960 av FN:s organisation för utbildning, vetenskap och kultur.  Inledningsvis var 40 stater medlemmar i kommissionen. IOK stödjer regeringar i deras arbete för en bättre förvaltning av hav och kustområden genom att dela kunskap, information och teknik samt genom samordning av program och bygga kapacitet inom havs- och kustforskning, observationer och tjänster.
IOC är det enda FN-organet specialiserat på havsvetenskap och ansvarar bland annat för det globala tsunamivarningssystemet. 2023 är 147 länder medlemmar i IOC.
Norrmannen Vidar Helgesen är från mars 2024 utsedd till chef för IOC.